# 1860-as évek
Évszázadok: 18. század · 19. század · 20. század
Évtizedek: 1810-es évek · 1820-as évek · 1830-as évek · 1840-es évek · 1850-es évek · 1860-as évek · 1870-es évek · 1880-as évek · 1890-es évek · 1900-as évek · 1910-es évek
Évek: 1860 · 1861 · 1862 · 1863 · 1864 · 1865 · 1866 · 1867 · 1868 · 1869